# シャトレーゼ ヴィンテージゴルフ倶楽部
シャトレーゼ ヴィンテージゴルフ倶楽部（シャトレーゼ ヴィンテージゴルフくらぶ）は、山梨県北杜市にあるゴルフ場である。

## 概要
「シャトレーゼ ヴィンテージゴルフ倶楽部」は、山梨県北西部の国中地方、長野県の県境の八ヶ岳や甲斐駒ヶ岳といった山々に囲まれた、八ヶ岳南麓の冷涼な山岳高原地帯にあり七里岩と呼ばれる台地状の地形を形成しており、観光スポットが各種存在する高原観光に支えられる環境の整ったロケーションの所にある。
1990年（平成2年）代初期、釣り用品やゴルフクラブを製造・販売するダイワ精工株式会社が出資し、新たなゴルフ場の建設に向けて母体会社「株式会社ヴィンテージ」を設立したことに始まる。ゴルフ場建設用地の北杜市須玉地区に、コース設計は加藤俊輔に、金井清一と生駒佳与子に監修を依頼し、18ホール規模のゴルフ場の造成工事が着工され、 1994年（平成6年）7月23日、「ダイワヴィンテージゴルフクラブ」として18ホールの造成工事が完了し、開場された。
コースは、南アルプス、八ヶ岳、甲斐駒ヶ岳などの雄大な山々を望む、標高800メートルの丘陵コースは夏涼しく冬も降水量や降雪量が少ないため、年間を通じてゴルフを楽しめる環境にある。赤松や白樺によって各ホールはセパレートされ、コースは全体的にフラットな地形で、池やバンカーなどのハザードが戦略性を高めている。1995年（平成7年）、山梨県で初の男子プロトーナメント「ダイワインターナショナル」が開催された。
2000年（平成12年）10月、経営会社の「株式会社ヴィンテージ」が甲府地裁に民事再生法の適用を申請し、会員による自主運営のゴルフ場に移行した。2006年（平成18年）9月、クラブ名称ダイワヴィンテージゴルフクラブを「シャトレーゼ ヴィンテージゴルフ倶楽部」に名称変更された。  
2015年（平成27年）9月15日、経営会社である「ヴィンテージリゾート株式会社」は、甲府地裁より破産手続開始の決定を受けた。
2016年（平成28年）7月、シャトレーゼグループにより営業開始され、「株式会社シャトレーゼホールディングス」が母体会社となった。

## 所在地
〒408-0103 山梨県北杜市須玉町江草3072番地

## コース情報
- 開場日 - 1994年7月23日
- 設計者 - 加藤 俊輔、金井 清一・生駒 佳与子（監修）
- 面積 - 1,060,000m2（約32.0万坪）
- コースタイプ - 丘陵コース
- コース - 18ホールズ、パー72、6,905ヤード、コースレート72.4
- フェアウェー - コウライ
- ラフ - ノシバ
- グリーン - 1グリーン、ベント（ペンクロス）
- ハザード - バンカー33、池が絡むホール3
- ラウンドスタイル - 全組セルフでの乗用カート、GPSナビ搭載、リモコン付電磁誘導乗用カート、(5人乗り)リモコン式
- 練習場 - 14打席300ヤード
- 休場日 - 無休[4][5]

## クラブ情報
- ハウス面積 - 5,610m2（1,697.0坪）
- ハウス設計 - 株式会社 日建設計[4][5]

## ギャラリー
- コース - [6]
- ハウス - [7]

## 交通アクセス
- 鉄道 - 中央本線（JR東日本） - 韮崎駅より クラブバス利用 約25分[8]
- 道路 - 中央自動車道 - 韮崎ICより 約15分[8]

## 関連文献
- 『ゴルフ場ガイド 東版』、2006-2007、「シャトレーゼ ヴィンテージゴルフ倶楽部」、東京 ゴルフダイジェスト社、2006年5月